# Beryslav
Beryslav (ukrajinsky Берислав; rusky Берислав – Berislav) je město v Chersonské oblasti na Ukrajině. Leží na pravém břehu Kachovské přehrady na Dněpru naproti Kachovce ve vzdálenosti 75 kilometrů od Chersonu, správního střediska oblasti. V roce 2022 ve městě žilo přes 11 tisíc obyvatel.

## Dějiny

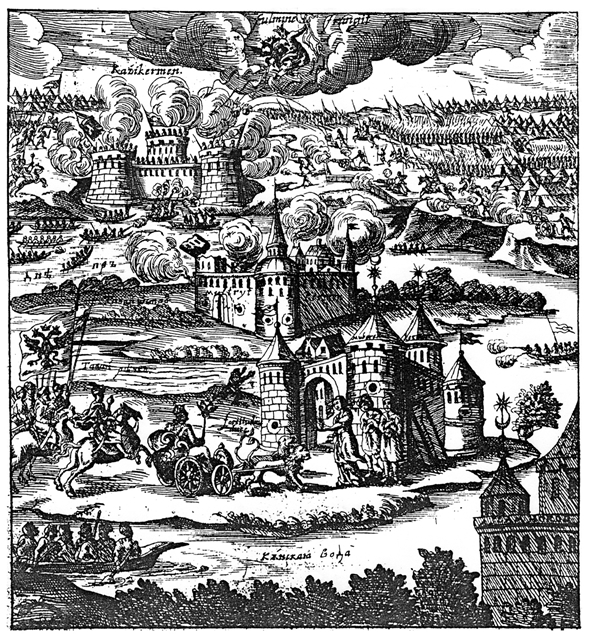
Dobytí Kizi-Kermenu v roce 1695

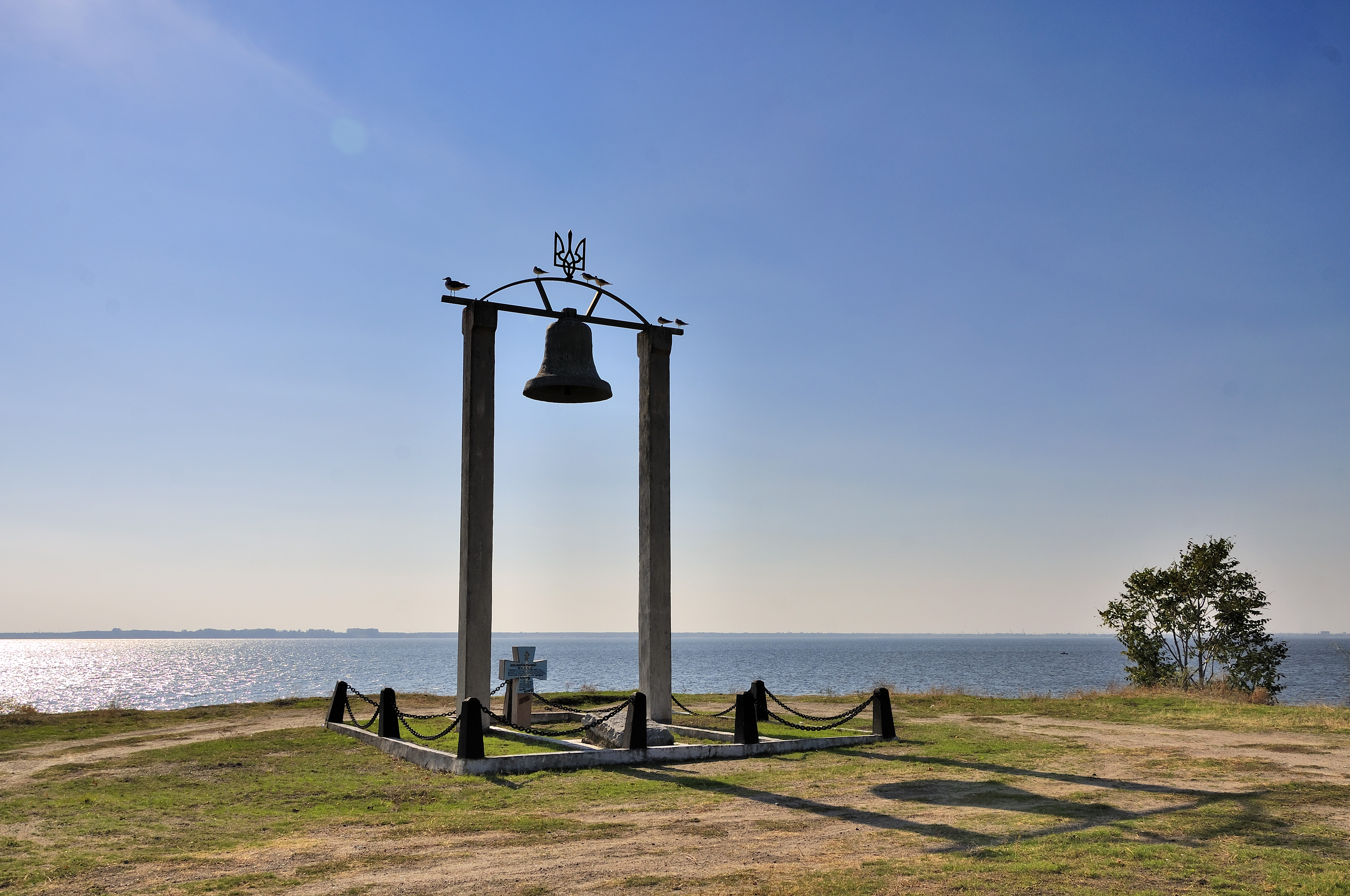
Památník kozáků

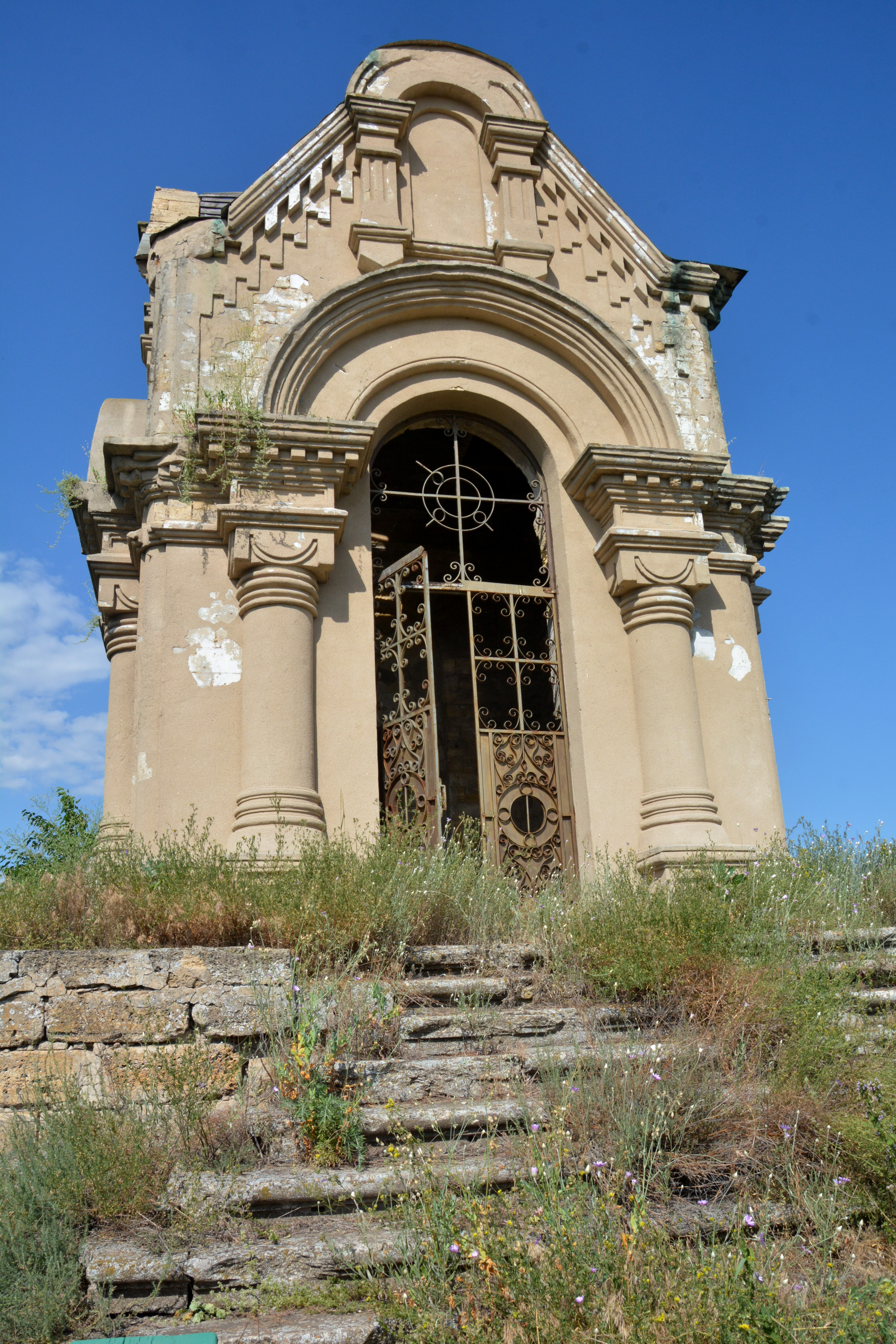
Kaple na bratrské mohyle

Na počátku 15. století sídlo patřilo k Litevskému knížectví a mělo pevnost, nazývanou Vitovtova Mytnica (Витовтова Мытница) po litevském velkoknížeti Vytautasovi. V roce 1448 ji dobyli Krymští Tataři za pomoci osmanských Turků a přejmenovali na Kizi-Kermen (také Kazykermen, Gizikermen). Postavili další pevnost a opevnění s nárožními bastiony. V roce 1695 zničila pevnost spojená kozácká vojska pod vedením Ivana Mazepy a maršála Šeremetěva. V roce 1784, rok po zániku Krymského chanátu, dostal Beryslav v ruském impériu své současné jméno. Ruiny opevnění byly zlikvidovány v 19. století.
V roce 1938 se Beryslav stal městem.

### Ruská invaze 2022
Dne 16. března 2022 bylo město Beryslav dobyto Ruskem. Boje o území v Beryslavském rajónu pokračovaly až do listopadu 2022, kdy bylo město osvobozeno ukrajinskou armádou při ukrajinské protiofenzívě.

## Ekonomika
Beryslav má rozvinutý strojírenský průmysl, cihelnu, továrnu na keramiku a stavební materiály, mlékárnu s výrobou másla a sýrů a další potravinářský závod. Zemědělci v oblasti pěstují obilniny (hlavně pšenici), víno, chovají prasata a skot, rybolov. V lednu 2018 byla uvedena do provozu solární elektrárna o výkonu 8,2 megawattu. Více než 30 000 solárních panelů vyrobí ročně asi 10 megawattů „čisté“ elektřiny.

## Památky
- Kostel Uvedení Panny Marie do chrámu (Свято-Введенська церква) - pravoslavný barokní kostel, původně zasvěcený Vzkříšení Krista, pochází z roku 1725, má dubovou konstrukci a ocelovou střechu; byl to vojenský chrám záporožských kozáků a stál při jejich pevnosti Perevoločna v Kobeljackém rajónu v Poltavské oblasti. Roku 1782 jej kozáci přestěhovali na voru po proudu Dněpru do Beryslavi. V roce 1964 jeho původní místo zaplavila vodní přehrada.

- Pamětní kříž se zvonem, památník kozáků

- Kaple na bratrské mohyle z let 1853-1856, památník obětem krymské války

## Rodáci
- Menachem Elkind (1897 – 1937), sionistický a komunistický aktivista

## Zajímavosti
Jméno Beryslav neslyː
- Bitevní fregata Fjodora Ušakova, která se vyznamenala roku 1788 v bitvě u Hadího ostrova (Fidonisi).
- Kolesový remorkér z počátku 20. století
- Sovětský zaoceánský tanker ze 70. let 20. století
- Americký cestovatel Thomas Stevens město navštívil v roce 1890 a napsal o něm v knize Ruskem na mustangu („Through Russia on a Mustang“).